# Mecze reprezentacji Holandii w piłce siatkowej mężczyzn prowadzonej przez Edwina Benne’a

## Oficjalne mecze międzynarodowe
| Nr   | Przeciwnik | Miejsce                | Data        | Wynik (Holandia-przeciwnik)             | Impreza                                               | Raport |
| 2011 | 2011       | 2011                   | 2011        | 2011                                    | 2011                                                  | 2011   |
| ---- | ---------- | ---------------------- | ----------- | --------------------------------------- | ----------------------------------------------------- | ------ |
| 1    | Hiszpania  | Valladolid (Hiszpania) | 27 maja     | 3:0 (25:22, 25:22, 29:27)               | Liga Europejska 2011                                  |        |
| 2    | Hiszpania  | Valladolid (Hiszpania) | 28 maja     | 0:3 (22:25, 21:25, 19:25)               | Liga Europejska 2011                                  |        |
| 3    | Grecja     | Leek                   | 4 czerwca   | 3:2 (25:19, 23:25, 25:18, 21:25, 15:11) | Liga Europejska 2011                                  |        |
| 4    | Grecja     | Leek                   | 5 czerwca   | 3:0 (25:11, 25:19, 27:25)               | Liga Europejska 2011                                  |        |
| 5    | Austria    | Rotterdam              | 11 czerwca  | 3:0 (25:22, 25:22, 28:26)               | Liga Europejska 2011                                  |        |
| 6    | Austria    | Rotterdam              | 12 czerwca  | 3:0 (25:22, 25:20, 25:12)               | Liga Europejska 2011                                  |        |
| 7    | Austria    | Schwechat (Austria)    | 18 czerwca  | 3:1 (25:22, 25:18, 19:25, 25:19)        | Liga Europejska 2011                                  |        |
| 8    | Austria    | Schwechat (Austria)    | 19 czerwca  | 1:3 (21:25, 30:32, 25:18, 21:25)        | Liga Europejska 2011                                  |        |
| 9    | Grecja     | Ksanti (Grecja)        | 25 czerwca  | 3:0 (25:21, 25:18, 25:21)               | Liga Europejska 2011                                  |        |
| 10   | Grecja     | Ksanti (Grecja)        | 26 czerwca  | 3:2 (25:23, 18:25, 18:25, 25:18, 15:10) | Liga Europejska 2011                                  |        |
| 11   | Hiszpania  | Rotterdam              | 9 lipca     | 3:2 (21:25, 25:22, 25:22, 19:25, 18:16) | Liga Europejska 2011                                  |        |
| 12   | Hiszpania  | Rotterdam              | 10 lipca    | 0:3 (23:25, 26:28, 21:25)               | Liga Europejska 2011                                  |        |
| 11   | Rumunia    | Baia Mare (Rumunia)    | 27 sierpnia | 3:1 (25:23, 31:29, 18:25, 25:22)        | europejskie kwalifikacje do Igrzysk Olimpijskich 2012 |        |
| 12   | Rumunia    | Eindhoven              | 3 września  | 3:1 (25:20, 23:25, 25:18, 25:18)        | europejskie kwalifikacje do Igrzysk Olimpijskich 2012 |        |

## Mecze z poszczególnymi reprezentacjami
|     | Reprezentacja | Liczba meczów | Wygrane | Wygrane | Wygrane | Przegrane | Przegrane | Przegrane | Bilans meczów (wygrane : przegrane) | Sety (wygrane : przegrane) |
| 3:0 | Reprezentacja | Liczba meczów | 3:1     | 3:2     | 2:3     | 1:3       | 0:3       |           | Bilans meczów (wygrane : przegrane) | Sety (wygrane : przegrane) |
| --- | ------------- | ------------- | ------- | ------- | ------- | --------- | --------- | --------- | ----------------------------------- | -------------------------- |
| 1.  | Austria       | 4             | 2       | 1       |         |           | 1         |           | 3:1                                 | 10:4                       |
| 2.  | Grecja        | 4             | 2       |         | 2       |           |           |           | 4:0                                 | 12:4                       |
| 3.  | Hiszpania     | 4             | 1       |         | 1       |           |           | 2         | 2:2                                 | 6:8                        |
| 4.  | Rumunia       | 2             |         | 2       |         |           |           |           | 2:0                                 | 6:2                        |
|     | Razem         | 14            | 5       | 3       | 3       | 0         | 1         | 2         | 13:4                                | 34:18                      |

## Mecze i turnieje towarzyskie
| Nr   | Przeciwnik | Miejsce   | Data         | Wynik (Holandia-przeciwnik)             | Impreza           | Raport |
| 2011 | 2011       | 2011      | 2011         | 2011                                    | 2011              | 2011   |
| ---- | ---------- | --------- | ------------ | --------------------------------------- | ----------------- | ------ |
| 1    | Finlandia  | Loimaa    | 18 sierpnia  | 2:3 (23:25, 16:25, 25:23, 25:23, 10:15) | mecze towarzyskie |        |
| 2    | Finlandia  | Raisio    | 19 sierpnia  | 0:3 (14:25, 21:25, 19:25)               | mecze towarzyskie |        |
| 3    | Finlandia  | Forssa    | 20 sierpnia  | 1:3 (20:25, 25:20, 20:25, 18:25)        | mecze towarzyskie |        |
| 4    | Słowenia   | Amsterdam | 12 listopada | 1:3 (25:17, 18:25, 26:28, 21:25)        | mecze towarzyskie |        |
| 5    | Słowenia   | Wijchen   | 13 listopada | 3:1 (25:16, 25:22, 29:31, 25:23)        | mecze towarzyskie |        |
| 6    | Słowenia   | Groningen | 14 listopada | 3:2 (21:25, 27:25, 20:25, 25:17, 15:13) | mecze towarzyskie |        |

Bilans:
- zwycięstwa-porażki 2-4
- sety wygrane-sety przegrane: 10-15

## Mecze nieoficjalne
| Nr   | Przeciwnik | Miejsce             | Data        | Wynik (Holandia-przeciwnik)             | Impreza         | Raport |
| 2011 | 2011       | 2011                | 2011        | 2011                                    | 2011            | 2011   |
| ---- | ---------- | ------------------- | ----------- | --------------------------------------- | --------------- | ------ |
| 1    | Niemcy     | Heidelberg (Niemcy) | 17 sierpnia | 1:4 (23:25, 19:25, 25:16, 21:25, 13:15) | mecz sparingowy |        |

Bilans:
- zwycięstwa-porażki 0-1
- sety wygrane-sety przegrane: 1-4